# Laura Wandel
Laura Wandel (Brussel·les, 1984) és una directora de cinema i guionista belga.

## Trajectòria
Va estudiar direcció de cinema en l'Institut de les Arts de Difusió de Lovaina la Nova (IAD) presentant com a projecte de fi de carrera el seu primer curtmetratge Murs el 2007 seleccionada en nombrosos festivals internacionals. Els seus següents curtmetratges van ser O négatif (2011) i el 2014 Les corps étrangers, que va competir al Festival de Canes i va ser nominada a la Palma d'Or al millor curtmetratge.

### Un monde
El 2021 va presentar el seu primer llargmetratge Un monde (Playground, 2020) una història sobre el assetjament escolar en el qual Nora, el seu protagonista, una nena que ha d'aprendre a sobreviure en el microcosmos de l'escola és testimoni de l'assetjament que sofreix el seu germà gran. "El pati de l'esbarjo és, potser, el lloc on s'aprèn la violència, però també els nous codis socials d'aquest microcosmos. I Nora, la nena protagonista, aprendrà a fer malabars amb tot això" assenyala Wandel. La pel·lícula va ser presentada en el programa Un Certain Regard del 74è Festival Internacional de Cinema de Canes on va guanyar el Premi FIPRESCI i va ser nominada en Un certain regard, per a la Caméra d'or.
En 2021 va ser seleccionada per a participar en la XVIII edició de Nest Film Students, la trobada internacional d'estudiants de cinema que se celebra en el marc de la 67 edició del Festival Internacional de Cinema de Sant Sebastià donde Un monde fue nominada al premio Zabaltegi-Tabakalera.

## Filmografia
- Murs (2007)
- O négatif (2011)
- BXLx24 (2013) sèrie de televisió documental de curt metratge. 2 episodis: La Cérémonie - Heure 15 i La Cérémonie - Heure 19
- Les Corps étrangers (2014)
- Un monde (Playground) (2020) llargmetratge 73'

## Premis i reconeixements

### PerUn monde
- Premi FIPRESCI 2021 de la Federació Internacional de la Premsa Cinematogràfica ql Festival de Canes.[5]
- First Feature Competition al London Film Festival 2021
- Premi CIM millor cineasta i Calpurnia Gran Premi al Festival de Cinema d'Ourense de 2021
- Premi del Públic al Pingyao International Film Festival 2021
- Esment especial i Special Award for the Promotion of Gender Equality - Special Jury Mention al Festival de Cinema de Sarajevo 2021.[2]
- Premi a la millor pel·lícula del Festival de Cine por mujeres

2021 2021